# Augustus Island, Nunavut
Augustus Island är en ö i Kanada.   Den ligger i territoriet Nunavut, i den östra delen av landet, 2 100 km norr om huvudstaden Ottawa. Arean är 27,1 kvadratkilometer.
Terrängen på Augustus Island är platt. Öns högsta punkt är 182 meter över havet. Den sträcker sig 8,4 kilometer i nord-sydlig riktning, och 5,8 kilometer i öst-västlig riktning.
Trakten runt Augustus Island består i huvudsak av gräsmarker.